# Bogdan Kolar
Bogdan Kolar SDB (* 16. Mai 1954 in Celje) ist ein slowenischer römisch-katholischer Kirchenhistoriker.

## Leben
Er lehrt als Professor an der Theologischen Fakultät der Universität Ljubljana. Er wurde 1994 in Theologie promoviert, nachdem er 1984 sein Studium in Geschichte und Englisch abgeschlossen hatte.